# Каделл ап Артвайл
Каделл ап Артвайл (валл. Cadell ap Arthfael; умер в 943) — король Гвента (930—943).

## Биография
Его отец, Артвайл, правил до 916 года. По другой версии его отец умер в 927 году.
В 930 году умер его дядя, Оуайн, и он с его сыновьями разделили его владения. Неизвестно точно, правил он Гвентом полностью или его частью. Гвентианская хроника за 940 год сообщает: «Уэльс получил свою свободу ... благодаря мужеству и мудрости Идвала Лысого и его брата Элиседа, Каделла ап Артвайла ап Хивела, лорда Гламоргана, и Идвала, сына Родри Великого», после смерти короля Этельстана, но добавив, что «по этому поводу они были убиты саксами предательством и засадой».
Он, чья смерть отравлением зафиксирована в Анналах Камбрии за 943 год. Предположительно заказчиком был Морган Старый. Он упоминается в Книге из Лландафа как король Гвента и современник епископа Галфрида (Вульфрита).